# Khăn liệm Torino

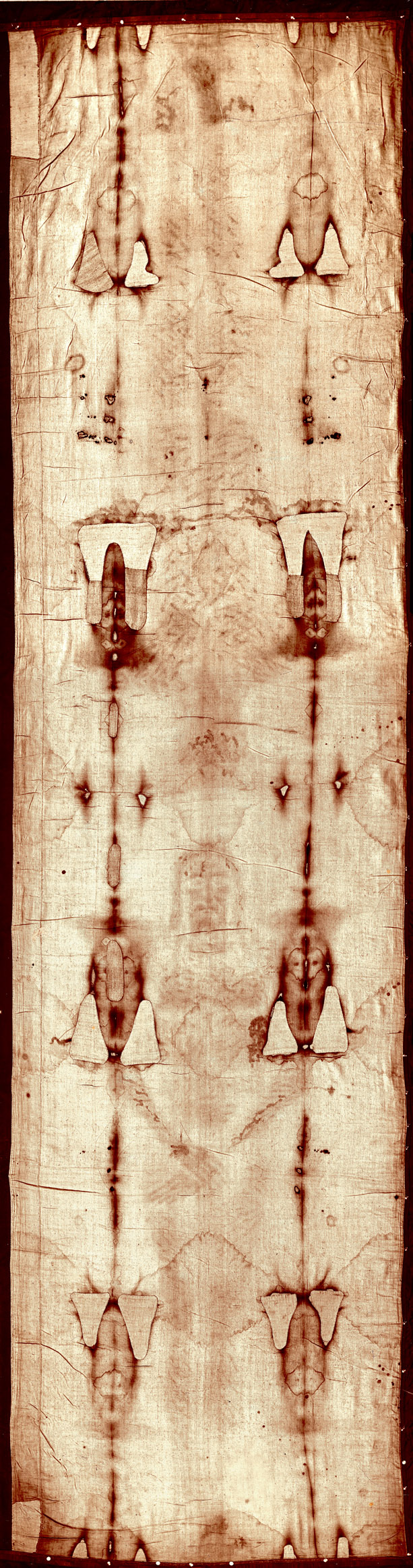
Khăn liệm Turin.

Khăn liệm Turin hoặc Vải liệm Turin (tiếng Ý: Sindone di Torino, Sacra Sindone) là một tấm vải lanh mang hình ảnh của một người đàn ông dường như đã bị chấn thương bởi các tác nhân vật lý. Các dấu tích phù hợp với việc bị đóng đinh. Nó hiện được lưu giữ trong nhà nguyện hoàng gia của Nhà thờ chính tòa Torino, miền bắc nước Ý. Hình ảnh trên tấm vải liệm thường được cho là Chúa Jesus và đây chính là tấm khăn đã liệm Chúa khi ngài được đem xuống khỏi thập giá và mai táng trong mộ đá. Nó có màu đen và trắng rõ rệt hơn nhiều so với màu nâu đỏ tự nhiên.
Nguồn gốc của tấm vải liệm và hình ảnh người đàn ông trên đó là chủ đề của các cuộc tranh luận gay gắt giữa các nhà khoa học, nhà thần học, nhà sử học và các nhà nghiên cứu. Các tác phẩm khoa học được phổ biến đã trình bày nhiều lập luận khác nhau cho cả tính xác thực và giả mạo của tấm vải liệm. Nhiều phương pháp đã được tiến hành từ hóa học, sinh học, y khoa, pháp y để phân tích hình ảnh quang học. Cho đến nay Giáo hội Công giáo không chính thức xác nhận cũng không tuyên bố bác bỏ tấm vải liệm, nhưng vào năm 1958 Giáo hoàng Pio XII đã phê chuẩn hình ảnh như là Thánh Nhan Chúa Jesus. Gần đây, Giáo hoàng Francisco và người tiền nhiệm là Giáo hoàng Benedictus XVI đều mô tả Khăn liệm Turin như là "một biểu tượng".

## Lịch sử
Các ghi chép lịch sử về tấm vải liệm có thể được chia thành hai khoảng thời gian: trước 1390 và từ 1390 đến nay. Giai đoạn trước năm 1390 là đề tài tranh luận và tranh cãi giữa các nhà sử học. Không có một hồ sơ lịch sử chính thức nào liên quan đến tấm vải liệm có từ trước thế kỷ 14, ngoại trừ những chi tiết vụn vặt.
Theo trình thuật của Phúc âm Gioan thì sau khi được bà Maria Madalena chạy về báo, hai tông đồ là Phêrô và Gioan đã chạy ra mồ và nhận thấy xác Chúa Giêsu không còn ở đó, nhưng tấm vải dùng để liệm xác thì vẫn còn. Truyền thống cho rằng chính Phêrô là người đã thu nhặt tấm vải và đem về nhà. Theo ghi chép của thánh Nino vào thế kỷ thứ 4, thì tấm vải liệm này sau đó thuộc sở hữu của vợ tổng trấn Philato. Tiếp đó, theo Giám mục Eusebius thì một môn đệ của Chúa Giêsu tên là Addai đã đem tấm khăn liệm này đến Edessa (Thổ Nhĩ Kỳ) để tặng cho vua Abgar V. Theo Eusebius thì ông vua này đã tôn kính tấm khăn liệm và được ơn khỏi bệnh.
Khoảng năm 57, Abgar qua đời. Con ông lên kế ngôi và ra lệnh cấm đạo. Giáo dân ở Edessa đã đem tấm khăn liệm cất dấu và nó gần như "biến mất". Năm 525, Edessa bị lụt lớn, lúc đó người ta mới thấy tấm vải được dấu trong hốc tường của cổng thành này và nó được gọi là "Mandylion" . Hoàng đế Justiniano đã ra lệnh xây cất tại đây một thánh đường lớn có tên là Hagia Sophia để tôn kính tấm vải liệm. Năm 639, Edessa bị quân Hồi giáo chiếm đóng nên tấm vải liệm được đem đi nơi khác để cất giấu. Năm 670, người ta thấy tấm khăn liệm xuất hiện tại Palestine. Và năm 944, nó xuất hiện tại nhà thờ Đức Mẹ tại thành Constantinopolis, Thổ Nhĩ Kỳ. Khi thành phố Constantinopolis bị cướp phá vào năm 1204, tấm vải lại "biến mất".
Học giả người Anh Ian Wilson cho rằng tấm khăn liệm Turin chính là khăn liệm "mandylion" trong tiếng Hy Lạp. Vào năm 1997, học giả Zanzotto đã tìm thấy trong Thư viện Vatican thủ bản một bài giảng của Trưởng Phó tế Vương cung thánh đường Sofia là Gregorio Il Referendario. Phó tế Gregorio đã tham dự việc di chuyển tấm khăn "mandylion" từ Edessa về Bisanzio. Bài giảng miêu tả rằng trên tấm khăn người ta trông thấy cạnh sườn bị đâm thấu của Chúa Giêsu . Chính điều này đặt ra một nghi ngờ là tấm khăn "mandylion" chỉ có gương mặt của Chúa Giêsu chứ không phải là hình ảnh toàn thân như tấm vải Turin và Mandylion trong tiếng Hy Lạp có nghĩa là khăn lau mặt hay khăn lau tay chứ không phải là khăn liệm.
Năm 1349, hiệp sĩ Geoffrey de Charny đã viết thư gửi Giáo hoàng đề nghị được xây một nhà thờ ở Lirey (Pháp), đồng thời tuyên bố ông đang sở hữu tấm vải liệm Chúa Giêsu. Mặc dù hầu hết mọi người chấp nhận tấm vải của Geoffrey chính là Mandylion, và nó đã được chính triều đình Byzantium trao cho các Hiệp sĩ dòng Đền. Nhưng một số chuyên gia vẫn rất hoài nghi về nguồn gốc và tính xác thực của nó. Một trong những người có tiếng nói hoài nghi nhất là Giám mục Pierre d’Arcis. Trong một bức thư gửi Giáo hoàng vào năm 1389, d’Arcis cho rằng, Geoffrey đã lừa gạt giáo hội bằng một tấm vải được in hình một cách gian trá mà ông ta bịa ra đó là tấm vải liệm từng bọc thi thể Chúa Giêsu và nó được tạo ra nhằm mục đích kiếm lợi nhuận.
Năm 1418, khăn liệm lại được chuyển về pháo đài Montfort. Năm 1452, công chúa Magaret Charny đã tổ chức một cuộc triển lãm cho công chúng đến chiêm ngưỡng tấm khăn liệm tại lâu đài Germolles và sau đó tặng lại nó cho quận công Savoy. Năm 1502, tấm vải liệm được chuyển về lưu giữ trong nhà thờ Sainte Chapelle ở Chambery, một công trình được gia đình Savoy xây dựng dành riêng để lưu giữ khăn liệm. Chính tại đây vào năm 1532, một vụ hỏa hoạn đã bùng phát, tấm vải được cứu thoát nhưng bị những vết cháy do đĩa bạc nóng chảy nhỏ vào và được các bà xơ vá lại .
Ngày 17 tháng 9 năm 1578, Philibert de Savoy dời đô về thành Turin và mang tấm khăn vào đặt trong nhà thờ chính tòa của thành phố này. Kể từ đó tấm khăn này được gọi là khăn liệm thành Turin. Năm 1938, Adolf Hitler thăm nước Ý. Nhận thấy rằng các viên chức Đức quốc xã rất thích tấm khăn liệm, cho nên năm sau, Tòa Thánh và hoàng gia Savoy đã quyết định mang khăn liệm về tu viện Biển Đức tại Avellino, vùng Campania, miền Nam nước Ý cất giấu nhằm tránh bị Hitler tịch thu . Nhưng 1983, hậu duệ của gia đình Savoy đã trao tấm khăn liệm lại cho Tòa thánh và Tòa Thánh đã cho cất giữ tại nhà thờ chính tòa Turin cho tới ngày nay.
Nhân dịp năm Toàn Xá 2000, tấm khăn liệm được mang ra trưng bày cho dân chúng kính viếng từ ngày 12 tháng 8 đến ngày 22 tháng 10 .Tiếp đó vào năm 2010, từ ngày 10 tháng 4 cho đến ngày 23 tháng 5 năm 2010. Trong lần trưng bày này đã có trên hai triệu người đến chiêm ngắm cả Giáo hoàng Biển Đức XVI. Hình ảnh của tấm vải liệm cũng được phát sóng trên truyền hình vào ngày 30 tháng 3 năm 2013.

## Quan điểm tôn giáo

### Vị trí đối với Vatican
Năm 1506, Giáo hoàng Giuliô II ban hành sắc lệnh "Romanus Pontifex" công nhận tấm khăn liệm là thánh tích thật sự của Chúa Giêsu và thiết lập thánh lễ mừng thánh tích vào ngày 4 tháng 5 hằng năm tại địa phận nhà thờ Chambérry là nơi lưu giữ thánh tích khi đó. Giáo hoàng Gioan Phaolô II gọi khăn liệm Turin là "biểu tượng của nỗi thống khổ ở mọi thời đại". Ngày 12 tháng 6 năm 1998, Joseph Ratzinger (sau này là Giáo hoàng Biển Đức XVI) khi còn là hồng y đã đến viếng tấm khăn liệm.
Giáo hoàng Phanxicô nói về khăn liệm: "...Dung mạo này có đôi mắt nhắm lại, đó là dung mạo của một Đấng đã chết, và thật nhiệm mầu Ngài đang nhìn chúng ta, và trong im lặng, Ngài nói với chúng ta...Dường như tấm Khăn Liệm để cho một năng lượng bị hạn chế nhưng mạnh mẽ trong nó tỏa sáng nhiều, như muốn nói: hãy tin, đừng mất hy vọng; quyền năng của tình yêu Thiên Chúa, quyền năng của Đấng Phục Sinh vượt qua tất cả mọi thứ".

## Quan điểm khoa học

### Giám định bằngphóng xạ cacbon-14
Tháng 4 năm 1988, ba phòng thí nghiệm, một thuộc Đại học Oxford (Anh), một thuộc Đại học Arizona (Mỹ) và một thuộc Viện Công nghệ liên bang Thụy Sĩ ở Zürich đã tiến hành lấy mẫu và xét nghiệm tấm vải bằng phương pháp định tuổi bằng cacbon-14 độc lập và riêng rẽ. Ngày 13 tháng 10 năm 1988, các kết quả từ ba phòng thí nghiệm được công bố: Tấm vải được xác định là ra đời từ khoảng năm 1260 đến 1350 sau Công nguyên. Nghĩa là "tấm vải được làm giả vào thời Trung cổ".
Tuy nhiên, trước khi qua đời vào năm 2005, Ray Rogers, người từng là phụ trách dự án đã nói rằng: "...nhiều khả năng đây là tấm vải từng được dùng để bọc thi hài Jesus". Theo đó có những sợi vải cotton đã được nhuộm khá kỹ và trong quá trình vá tấm vải liệm chúng được đổi màu để phù hợp với màu của miếng vải lanh đó. "Trong tấm vải liệm có nhiều chất liệu khác nhau và kết quả giám định niên đại mà chúng tôi đưa ra là hoàn toàn không chính xác".

### Phân tích hình ảnh

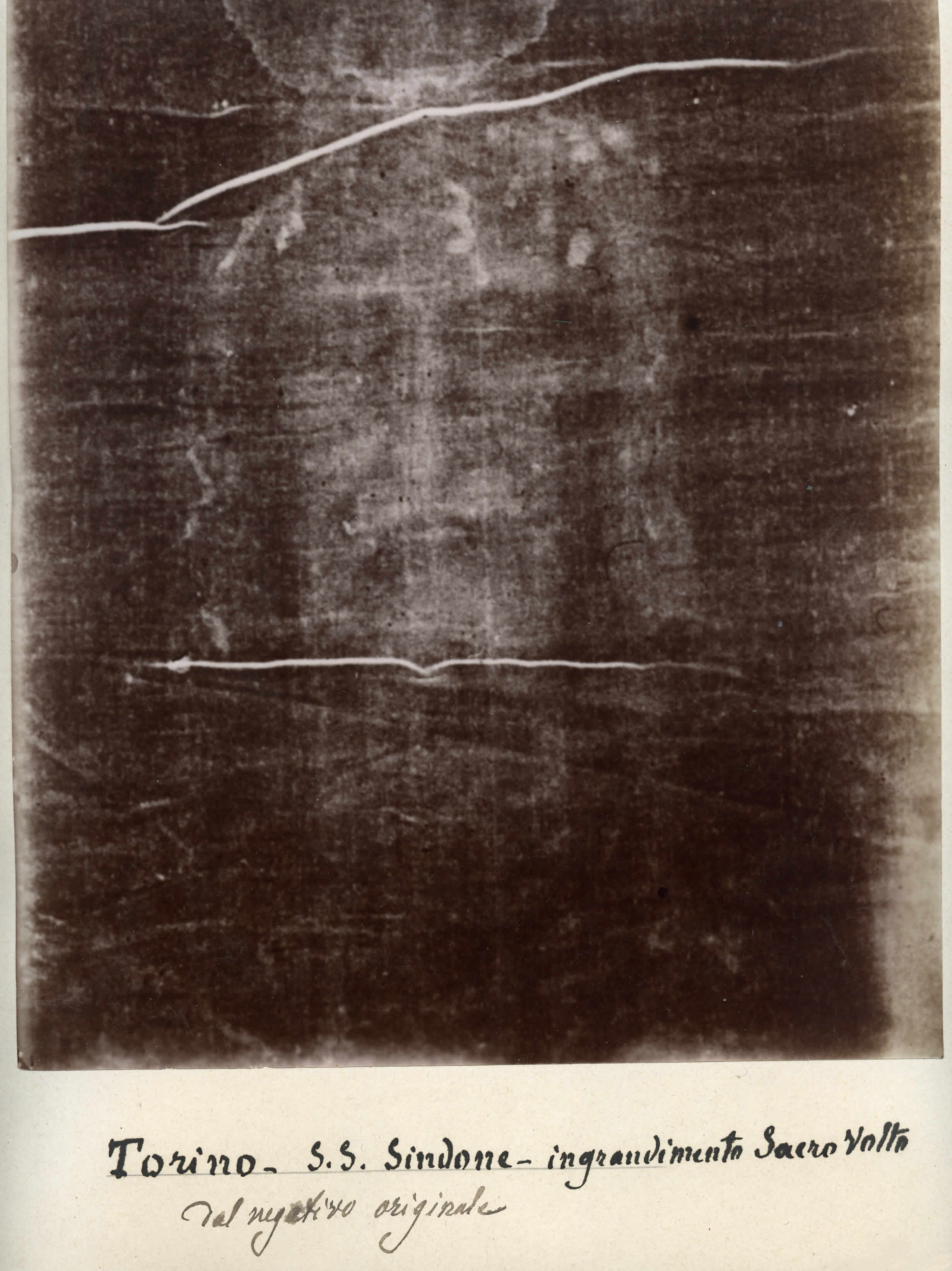
Khuôn mặt người đàn ông trên bức ảnh do Secondo Pia chụp năm 1898

Trong cuộc trưng bày vào tháng 5 năm 1898. Nhiếp ảnh nghiệp dư tên là Secondo Pia là người đầu tiên được phép chụp ảnh tấm khăn liệm. Pia đã vô cùng kinh ngạc khi nhận thấy tấm kẽm âm bản cho một hình ảnh gần giống như 3 - D (ba chiều), rõ hơn và thật hơn so với khi quan sát trực tiếp. Hình ảnh người đàn ông trên tấm vải hiện lên chi tiết qua ảnh âm bản đã dẫn đến những suy luận mới về nguồn gốc huyền diệu của nó 

Vào năm 2002, Giáo sư Giulio Fanti của trường Đại học Padua của Ý cho rằng ông đã nhìn thấy "hình mờ" ở mặt sau của tấm vải liệm. Hình này ít khi được nhìn thấy vì nó bị giấu ở dưới một miếng của tấm vải được các nữ tu khâu vào năm 1534 sau khi nó bị lửa làm hư). Fanti cho rằng: "Tấm hình này rất mờ nhưng những nét như mũi, mắt, tóc, râu cằm và ria thì có thể nhìn thấy rõ. Tuy nhiên có một vài điểm khác biệt nhỏ với khuôn mặt đã từng được biết trước đây. Ví dụ, lỗ mũi ở mặt sau của tấm vải liệm cũng rộng giống như hình trước nhưng về kích thước thì nó lại không giống".
Năm 2009, kết quả nghiên cứu của nhà tư vấn đồ họa Lillian Schwartz tại trường Nghệ thuật thị giác ở New York khẳng định tấm vải liệm in hình gương mặt của Leonardo da Vinci chứ không phải của Chúa Giêsu và Leonardo đã tạo nên hình ảnh đó bằng cách sử dụng kỹ thuật chụp ảnh thô sơ. Sử dụng máy quét, Schwartz nhận thấy gương mặt in trên tấm vải liệm Turin và chân dung tự họa của Leonardo da Vinci có những kích thước tương đương nhau .
Năm 2012,Giáo sư Paolo Di Lazzaro dẫn đầu một nhóm nghiên cứu cho rằng hình ảnh trên tấm vải liệm được tạo ra bởi thứ ánh sáng tương tự như tia laser cực tím - công nghệ vượt ngoài khả năng của những người làm giả thời Trung cổ. Nó có thể được gắn với ánh sáng chớp lóe như mô tả khi Chúa Phục Sinh. Tuy nhiên Raymond Rogers, một thành viên Dự án Sturp lại cho rằng "Nếu có bất cứ dạng bức xạ nào làm suy biến chất xen-lu-lô trong sợi vải lanh để tạo ra màu, thì nó phải xuyên thấu qua toàn bộ đường kính của sợi vải. Nhưng lõi của sợi vải ở tấm vải liệm Turin thì không bị biến màu".

### Phân tích mẫu vải
Ngày 24 tháng 11 năm 1973, 11 chuyên gia được phép trực tiếp kiểm tra khăn liệm và lấy mẫu để xét nghiệm. Giáo sư Gilbert Raes của Viện Công nghệ vải sợi Ghent đã được phép lấy hai mẫu vải để kiểm tra dưới kính hiển vi điện tử. Các mẫu này cho thấy có dấu vết sợi bông Ai Cập trong thành phần tấm vải. Một thành viên khác là nhà tội phạm học Thụy Sĩ Max Frei đã thu gom mẫu phấn hoa từ tấm vải để kiểm tra và xác định dấu vết phấn hoa từ các loại cây bản địa ở Israel và Thổ Nhĩ Kỳ.
Tháng 10 năm 1978, Dự án Nghiên cứu vải liệm thành Turin (viết tắt là STURP) bao gồm 24 nhà khoa học đến từ Mỹ, Thụy Sĩ, Italia đã tiến hành một cuộc kiểm tra tấm vải liên tục trong 5 ngày. Họ đã chụp ảnh, chụp X - quang, tháo đường may và dùng máy hút để lấy mẫu bụi và phấn hoa. Cùng năm đó, chuyên gia về vi thể, một thành viên của STURP là Walter McCrone sử dụng kính hiển vi điện tử để kiểm tra gần 32 mẫu vải và sợi lấy từ các vùng khác nhau của tấm vải liệm. Ông đưa ra kết luận: Hơn một nửa số mẫu, bao gồm những mẫu lấy ở vùng thân mình của người đàn ông và những nơi có vết máu, có chứa một lượng đáng kể thuốc nhuộm làm từ oxide sắt và màu keo. McCrone tuyên bố tấm vải liệm là một "bức tranh hoàn hảo". Tuy nhiên, không lâu sau đó, McCrone xin rút khỏi dự án và những bài báo thuộc dự án xuất bản sau đó đã đưa ra những bằng chứng chống lại kết luận của McCrone.
Trong một cuộc họp báo tại Hội nghị quốc tế lần thứ 16 về thực vật học, Avinoam Danin và Uri Baruch, hai nhà thực vật học tại Đại Học Do Thái ở Jerusalem nói rằng hoa, phấn hoa và nhiều thành phần khác của cây cỏ đã để lại dấu vết trên tấm khăn liệm. Kết quả cuộc phân chất cho thấy rằng phấn hoa có trong tấm khăn liệm là từ một loại thảo mộc mà người ta chỉ tìm thấy vào tháng Ba và tháng Tư tại vùng Jerusalem. Phấn của một loài hoa có tên khoa học là Gundelia tournefortii được tìm thấy trên phần vải có hình vai của người đàn ông. Một số nhà khoa học cho rằng đây có thể là loại hoa được kết thành mão gai gắn trên đầu Chúa Giêsu. Đặc biệt mẫu phấn hoa này được cho là trùng khớp với mẫu phấn hoa trên tấm vải được cất giữ tại nhà thờ chính tòa Oviedo (Tây Ban Nha) mà truyền thống cho rằng đây chính là tấm vải che mặt Chúa Giêsu khi tẩm liệm. Cả hai tấm vải này đều có chứa những vết máu thuộc loại nhóm AB.
Trong cuốn sách Il Mistero della Sindone (Bí ẩn của tấm vải liệm), ra mắt vào ngày 29 tháng 3 năm 2013. Các tác giả là Giáo sư Giulio Fanti, chuyên gia về đo đạc nhiệt và kỹ thuật tại Đại học Padua, và nhà báo Saverio Gaeta đã tiến hành giám định các sợi vải từ tấm vải liệm (dựa vào mẫu vải đã được xét nghiệm vào năm 1988) và so sánh chúng với các mẫu từ năm 3.000 trước CN đến thời hiện đại. Họ đã dùng ánh sáng hồng ngoại, rồi đến phương pháp quang phổ học Raman, để đo bức xạ thông qua bước sóng. Kết quả của hai thí nghiệm cho thấy các sợi vải xuất hiện vào giai đoạn năm 300 trước CN đến năm 400 sau CN, có nghĩa là bao gồm thời gian Chúa Giêsu sống 

### Giải phẫu học và sinh học
Năm 1902, Vignon, một nhà sinh học người Pháp, báo cáo lên Viện Hàn lâm Khoa học Pháp giả thuyết hình ảnh trên tấm vải được tạo ra bởi sự kết hợp giữa hơi người và những gia vị được dùng để xức vào thi thể người chết trong nghi lễ chôn cất. Vignon tin rằng, dầu lô hội và Ô liu đã kết hợp với khí amonia tự nhiên thoát ra từ thi thể, tạo ra một phản ứng sinh ra dấu vết trên tấm vải. Mặc dù tiến hành làm thí nghiệm nhiều lần nhưng ông cũng không thể đạt được những đường vạch rõ nét như hình ảnh xuất hiện trên tấm vải.
Một số nhà khoa học cho rằng, chi tiết giải phẫu của hình ảnh trên tấm vải là chính xác. Nhà giải phẫu học và sinh vật học người Pháp Yves Delage, đã hợp tác với Vignon để tìm ra câu trả lời cho giả thuyết giải phẫu học của họ. Hai người quyết định rằng, hình ảnh người đàn ông không thể là một tác phẩm nghệ thuật bởi nó quá chính xác về mặt giải phẫu. Tuy vậy, nhiều nhà khoa học khác lại cho rằng hình ảnh đó không phải hoàn toàn đúng về phương diện giải phẫu học. Các cuộc đo đạc đối với người đàn ông trên tấm vải đã phát hiện nhiều đặc điểm bị phóng đại, không cân xứng hoặc quá bất thường, mặt và đầu dường như quá nhỏ và tách biệt so với phần thân còn lại, cánh tay cũng dài bất thường, dường như không có ngón tay cái rõ trên hai bàn tay và tóc dường như cũng không tự nhiên .
Năm 1933, nhà giải phẫu học và khảo cổ người Pháp Pierre BarbetBarbet nhận thấy, các vết máu màu đỏ trông rõ hơn và có vẻ như độc lập so với phần còn lại của tấm vải liệm. Màu của vết máu cũng gây nghi ngờ về tính xác thực của tấm khăn liệm thay vì chuyển thành màu nâu sậm như các vết máu bình thường, những vết máu này vẫn giữ màu đỏ.
năm 2009, giáo sư hóa hữu cơ tại Đại học Pavia (Italia) Luigi Garlaschelli cho biết ông đã làm được một bản sao giống hệt tấm vải liệm thành Turin dựa vào các chất liệu và phương pháp có từ thời Trung cổ. Garlaschelli tin rằng chất màu trên tấm vải liệm thành Turin đã mờ đi một cách tự nhiên qua nhiều thế kỷ, rồi người ta thêm vào đó những vệt máu, các vết cháy sém .

### Bản văn giấy chứng tử
Năm 1978, Aldo Marastoni, giáo sư tiếng Latinh thuộc Đại học Công giáo Milan đã trông thấy các chữ viết này với mắt thường chứ không dùng dụng cụ nào. Nó được tiếp tục nghiên cứu bởi giáo sư người Pháp là André Marion và học trò của ông là Anne Laure Courage vào năm 1997. Họ đã nhận ra trên Tấm Khăn Liệm các chữ viết bằng tiếng Latinh, Hy Lạp và Do thái. Sau khi nghiên cứu kỹ lưỡng các bản chụp âm bản của Tấm Khăn Liệm, cả ba giáo sư đều đi tới kết luận là các chữ đó đã không được in trên Tấm Khăn Liệm, nhưng chắc chắn do sự đụng chạm của Tấm Khăn Liệm với giấy chứng tử, việc làm thông dụng trong thế giới Hy Lạp, Rôma và Ai Cập xưa kia.
Năm 2009, trong cuốn sách tựa đề "Tấm Khăn Liệm của Đức Giêsu thành Nagiarét", bà Barbara Frale, nhân viên thuộc Văn Khố Mật của Tòa Thánh Vatican và là chuyên viên nghiên cứu các tài liệu cổ cho rằng: Các chữ đọc được trên Tấm Khăn Liệm là "In-nece" (từ tiếng Latinh "in necem" có nghĩa là chết") "neazare" (chắc hẳn là Nazareth), và các mảnh từ ghép lại thành "issie", "esy", "snct", "i sere", "str", mà theo giáo sư Marastoni chúng là một lời nguyện: "Iesu sanctissime miserere nostri" ("Lạy Chúa Giêsu rất thánh, xin thương xót chúng con"). Ngoài ra còn có các chữ Do thái nữa.
Frale cho biết có nhiều chữ đã bị mất, chẳng hạn Chúa Giêsu được nói đến là "(I)esou(s) Nnazarennos" và trong từ "Tiberiou" chỉ còn thấy được là "iber". Tuy nhiên, theo công trình phục hồi của bà, thì giấy chứng tử có thể đọc như sau: "Năm thứ 16 triều đại Hoàng đế Tiberius, Giêsu người Nazareth, được tháo xuống vào buổi chiều sau khi bị một thẩm phán Roma kết án tử vì một thẩm quyền Do thái thấy là có tội, nay được cho đem đi chôn cất với thể lệ chỉ được trao về gia đình sau một năm tròn". Cuối cùng là những từ ngữ "ký bởi" nhưng chữ ký đã không còn.

### Thông tin sai lệch thường gặp
Cuộc họp báo vào tháng 10 năm 1988 ở London là của 3 phòng thí nghiệm thuộc các trường đại học Oxford, Tucson, Zürich họp công bố báo cáo thí nghiệm bằng phương pháp đồng vị phóng xạ cacbon C14. Sau đó, Toà Thánh chỉ công nhận là kết quả thí nghiệm của họ đã hoàn thành và kết quả các phòng thí nghiệm đưa ra là Khăn liệm được làm trong khoảng năm 1260 đến 1390, nhưng kết quả thí nghiệm đúng hay sai và Khăn Liệm Thánh là thật hay giả thì Toà Thánh không bình luận. Tuy nhiên, kết quả kiểm tra phóng xạ này bị thẩm vấn ngay sau đó, dựa trên cơ sở rằng đám cháy tại Chambéry có thể gây ra đủ bức xạ của vải để bù đắp lượng carbon phóng xạ đã mất đúng và nhiều khoảng 1100 năm. Lý thuyết lập luận rằng sự hiện diện của cả vi khuẩn và nấm trên tấm vải liệm có thể đã tạo ra một sự không chính xác bổ sung trong quá trình phóng thích đồng vị phóng xạ carbon C14 (dịch thoát)
Lễ kính thánh tích Khăn Liệm Thánh được Giáo hoàng Julius II lập năm 1506 nhưng không lập cho rộng rãi toàn Hội Thánh. Lễ này chỉ giới hạn cho địa phận Nhà thờ Chambéry khi đó đang lưu giữ thánh tích. Sau đó Giáo hoàng Gregory XIII mở rộng đến những nơi thuộc địa trong giới hạn của dòng họ Savoy, cả bên này lẫn bên kia dãy Alps. Nên ngày nay ở nhiều nơi trên thế giới ngay cả Việt Nam cũng không thấy lễ này trong niên lịch Phụng Vụ chung.
Ngày 4 tháng 5 năm 1990, khi Thánh Lễ Kính Khăn Liệm Thánh tại Nhà Nguyện Hoàng Gia (Cappella della Sindone) cử hành vừa dứt, một kiệt tác của kiến trúc sư Guarino Guarini thế kỉ 17, một tảng đá trên mái vòm rơi xuống từ độ cao hơn 30 mét (98 feet). Ngay sau sự cố này, thẩm quyền Hội Thánh ra lệnh đóng cửa phần Nhà Nguyện để có biện pháp sửa chữa và trùng tu.